# Ordre judiciaire en France
Pour les autres articles nationaux ou selon les autres juridictions, voir Ordre judiciaire.
En France, les juridictions de l’ordre judiciaire sont notamment compétentes pour régler les relations entre la société et un individu (droit pénal) ou entre les individus entre eux (droit civil au sens large). Elles peuvent intervenir soit en matière contentieuse (pour régler des litiges certains), soit en matière gracieuse (lorsqu'il s'agit d'une autorisation demandée à la juridiction, comme un changement de régime matrimonial).
À titre d'exception, les juridictions judiciaires peuvent également connaître de certains litiges qui interviennent entre l’État ou une autre personne publique et les particuliers. C’est le cas par exemple en matière d’expropriation lorsque l’exproprié n’est pas d’accord sur le montant de son indemnisation, en cas d’accident de la circulation lorsqu’un des véhicules appartient à l’administration et que la victime est une personne privée, ou encore pour juger la régularité d'un contrôle d'identité.
Il existe souvent deux degrés de juridiction, où les affaires sont jugées en fait (par exemple, au pénal : le défendeur a-t-il fait ce qui lui est reproché ?) et en droit (par exemple, également au pénal : puisqu'il a fait ceci, quelles règles de droit s'appliquent ?). La Cour de cassation, qui examine les pourvois contre les jugements et arrêts de ces juridictions, juge seulement en droit.

## Évolution depuis la Révolution
L'organisation judiciaire française est d'abord établie par la loi des 16 et 24 août 1790 qui établit des justices de paix ainsi que des tribunaux de districts, qui exercent tantôt en première instance, tantôt en appel selon un système tournant. La même loi prévoit également des tribunaux de commerce. Pour le jugement des affaires pénales, des tribunaux criminels, comportant un jury, sont créés.
| Date      | Régime               | Organisation juridictionnelle                                                                         | Magistrats du ministère public                        |
| --------- | -------------------- | --- | ----------------------------------------------------- |
| 1790      |                      | Juges d’appel Juges de premières instances et juges de districts Juges de paix                        | Commissaires du Roi                                   |
| 1804-1814 | Premier Empire       | Cour de cassation Cours d'appel Cours de justice criminelle Autres tribunaux                          | Procureurs généraux impériaux et procureurs impériaux |
| 1958      | Cinquième République | Cour de cassation Cours d'appel tribunaux de grande instance et tribunaux d’instance Autres tribunaux | Procureurs généraux et procureurs de la République    |

La réforme de l'an VIII conserve les juges de paix mais sépare les tribunaux de première instance et les tribunaux d'appels qui donneront naissance aux cours d'appel. Les premières juridictions de prud'hommes sont créées en 1806. En matière pénale, le jugement par jury est réservé aux crimes.
En 1958, les justices de paix sont supprimées au profit de tribunaux d'instance (aussi tribunaux de police) et de tribunaux de grande instance (aussi tribunaux correctionnels). Les juridictions de proximité ont été introduites en 2002, mais finalement supprimées, après plusieurs reports, à partir du 1er juillet 2017. La loi de modernisation de la justice du XXIe siècle du 18 novembre 2016 organise par ailleurs la suppression de certaines juridiction spécialisées en matière sociale à compter du 1er janvier 2019.

## Juridictions civiles du premier degré

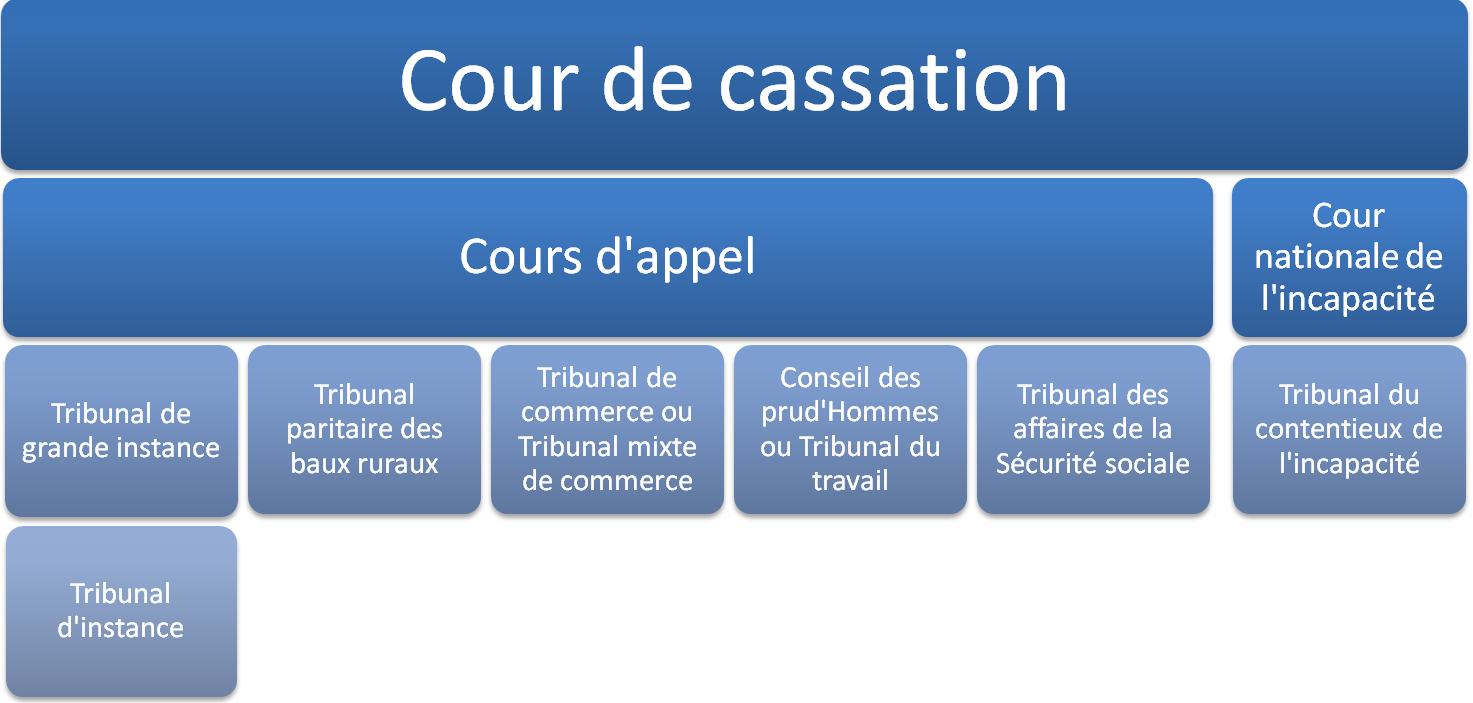
Schéma de l'ordre judiciaire français, en matière civile (juillet 2017).

La spécificité des juridictions civiles du premier degré est qu'elles sont divisées en plusieurs matières (commerciale, sociale, rurale) : elles ont alors le monopole de cette matière. D'autres ont une compétence générale, mais sont divisées par le taux de ressort, en fonction des prétentions du demandeur le plus souvent.
C'est le cas des juridictions suivantes :
- Tribunal de grande instance
- Tribunal d'instance

Dans le cas où le litige n'a pas été spécifiquement attribué par un texte à une autre juridiction, le tribunal de grande instance sera compétent pour les litiges évalués à plus de 10 000 € ou pour les litiges portant sur un droit réel immobilier, le tribunal d'instance sera compétent pour les litiges évalués jusqu'à 10 000 €.
Dans les collectivités d'outre-mer, un tribunal de première instance exerce une compétence générale de juridiction civile du premier degré.
Le tribunal paritaire des baux ruraux est chargé d'une partie du contentieux rural.

### Juridictions de la Sécurité sociale et de l'aide sociale
Ces juridictions sont supprimées le 31 décembre 2018 au profit de formations spécialisées du tribunal de grande instance.

### Juridiction civile des mineurs
Le juge des enfants, au titre de l'article 151-3 du code de l'organisation judiciaire, est compétent « pour tout ce qui concerne les mesures d'assistance éducative dans les conditions prévues aux articles 375 et suivants du code civil ».

## Juridictions pénales du premier degré

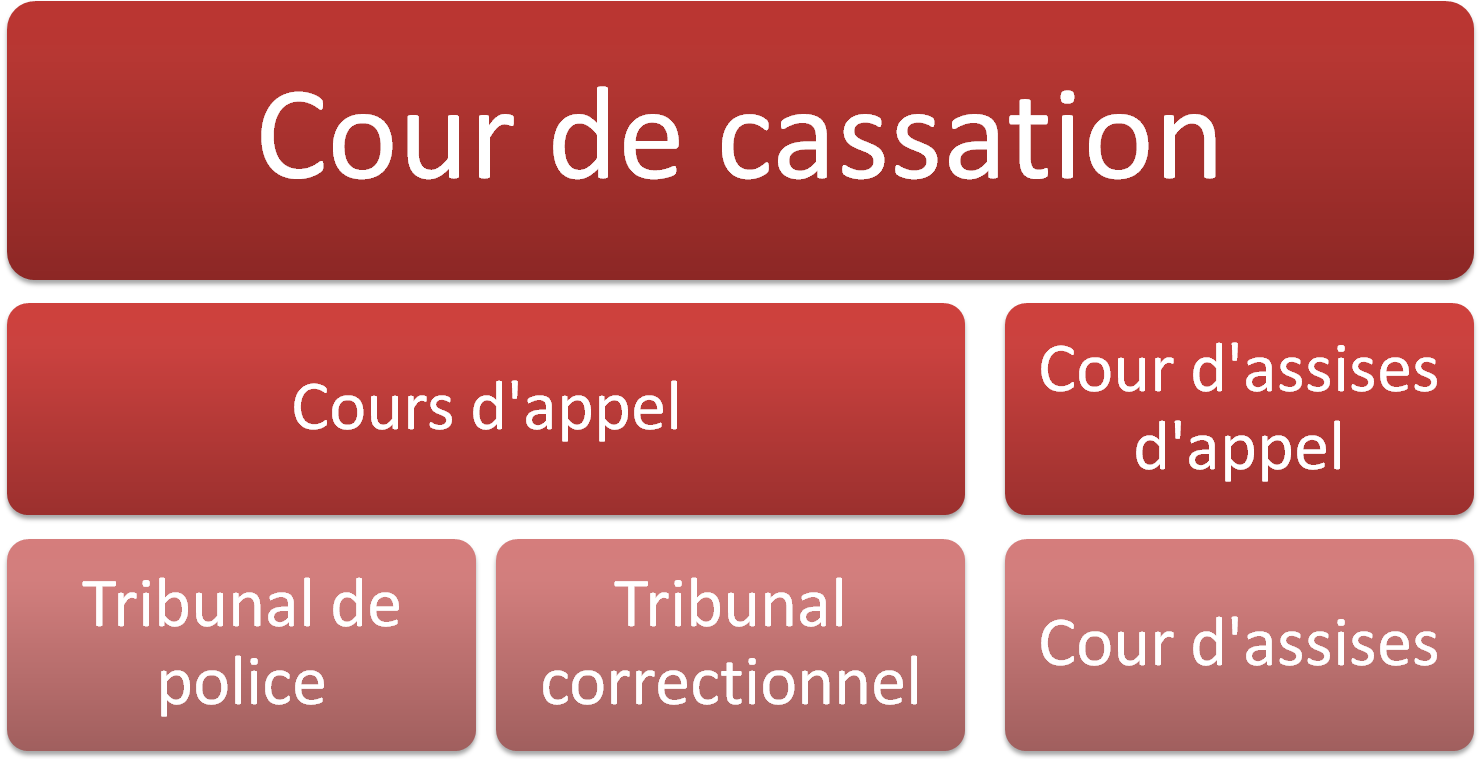
Schéma de l'ordre judiciaire français en matière pénale.

On distingue deux catégories de juridictions pénales : les juridictions d'instruction et les juridictions de jugement. Cette distinction est notamment reprise par le code de procédure pénale, qui ne définit cependant pas comment distinguer l'une de l'autre. La différence est d'autant plus délicate à faire qu'en droit procédural français, les juridictions de jugement ont des pouvoirs d'instruction.
Une juridiction d'instruction est une juridiction qui dispose de pouvoirs de mener une enquête pénale et de procéder ou de faire procéder à différentes investigations : entendre des témoins, audition de partie civile, perquisitionner, placer sous scellés, commettre un expert, placer un suspect en détention provisoire ou sous contrôle judiciaire, et statuer sur différentes questions qui se posent au cours d'une enquête pénale (comme la restitution de scellés).
Une juridiction de jugement dispose des mêmes pouvoirs, mais usuellement n'en fait qu'un usage limité, parce que sa fonction essentielle est de se prononcer sur la culpabilité d'un individu au regard de la loi pénale et, si l'individu a été déclaré coupable, de prononcer une peine.
Seules les juridictions pénales sont compétentes pour juger les infractions, mais elles sont également juges des conséquences civiles de la commission d'une infraction.

### Juridictions de jugement du premier degré
Le tribunal de police juge les contraventions. Le tribunal correctionnel juge les délits. La cour d'assises et le tribunal criminel (Saint-Pierre-et-Miquelon) jugent des crimes, selon le lieu où ils ont été commis.
Le tribunal maritime est une juridiction d'exception, dont la composition a évolué avec la décision du Conseil constitutionnel du 2 juillet 2010 puis l'ordonnance du 2 novembre 2012.

### Juridictions d'application des peines du premier degré
Le juge de l'application des peines et le tribunal de l'application des peines prennent les décisions concernant l'application des sanctions pénales, en particulier à l'égard des détenus.
Huit juridictions régionales de la rétention de sûreté prononcent les mesures de rétention, à l'issue de leur période de réclusion, à l'égard de personnes condamnées pour certains crimes graves et jugées encore dangereuses.

### Juridictions militaires
La suppression du tribunal aux armées de Paris, dernier tribunal militaire de temps de paix, était annoncée pour 2011, au profit du tribunal correctionnel de droit commun. Elle est rendue effective au 1er janvier 2012 en vertu de la loi du 13 décembre 2011.

### Juridictions pénales des mineurs
Les infractions commises par des mineurs sont jugés, selon leur gravité mais aussi selon l’âge du mineur, par le juge des enfants, par le tribunal pour enfants ou par la cour d'assises des mineurs.

## Juridictions d'appel

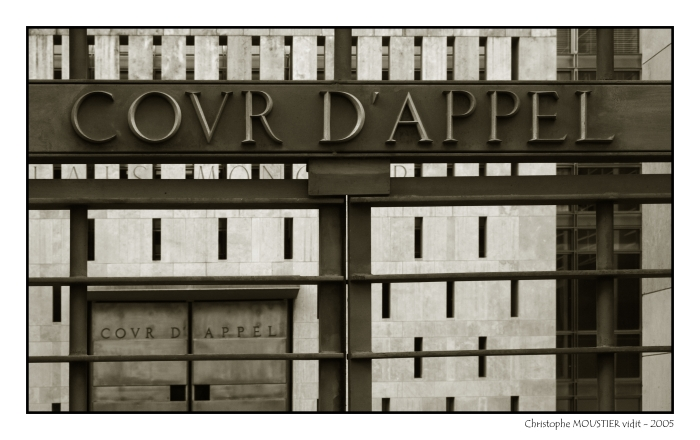
Cour d'appel d'Aix-en-Provence, façade du Palais Monclar.

### Cour d'appel
La cour d'appel juge une seconde fois, sur le fond, les contentieux déjà jugés en première instance (cf. double degré de juridiction).
Il y a auprès de la cour d'appel une unification du contentieux : chaque cour juge des affaires civiles, mais aussi des affaires pénales, dans des chambres différentes, dont le nombre peut varier selon le nombre d'affaires jugées (le rôle). Il y a toujours, cependant, des chambres civiles, sociales, commerciales, et des appels correctionnels.
Il existe 36 cours d'appel sur l'ensemble du territoire français.
Au sein de ces cours d'appel, dans le cas d'un contentieux de droit pénal :
- la chambre de l'instruction est la juridiction d'instruction d'appel ;
- la chambre des appels correctionnels est la juridiction de jugement d'appel, en ce qui concerne les délits et les contraventions (dans ce dernier cas, la cour est composée du seul président de la chambre) ;
- la chambre de l'application des peines est une juridiction d'appel, en ce qui concerne l'application des peines, notamment de privation de liberté.

### Tribunal supérieur d'appel
Saint-Pierre-et-Miquelon dispose d'un tribunal supérieur d'appel pour juger les appels.

### Juridictions criminelles d'appel
Une forme spéciale d'appel (dit « tournant ») est prévue depuis la loi Guigou de 2000 contre les arrêts des Cours d'assises, du Tribunal criminel et du Tribunal aux armées : l'appel est examiné par une autre juridiction criminelle comportant un nombre plus élevé de jurés (dans le cas d'une Cour d'assises ou du Tribunal criminel), d'assesseurs-jurés (à Mayotte). Cependant, quand l'appel est formé contre l'arrêt d'une juridiction criminelle d'un département d'outre-mer, de Nouvelle-Calédonie, de Polynésie française, de Wallis-et-Futuna ou de Saint-Pierre-et-Miquelon, la juridiction statuant en appel peut être celle qui a rendu la décision de première instance, mais autrement composée.

### Juridiction nationale de la rétention de sûreté
La juridiction nationale de la rétention de sûreté, composée de trois conseillers à la Cour de cassation, examine en appel les décisions de placement en rétention de sûreté de condamnés ayant purgé leur peine mais considérés comme dangereux.

### Cour nationale de l'incapacité et de la tarification de l'assurance des accidents du travail
Cette juridiction, juge d'appel du contentieux de l'incapacité et des accidents du travail, parfois appelé « contentieux technique » de la Sécurité sociale, devait être supprimée le 31 décembre 2018 au profit de cours d'appel spécialement désignées.
La suppression de cette cour a finalement été reportée pour au moins deux ans, et au plus tard jusqu'au 31 décembre 2022.

## Haute Juridiction: la Cour de cassation
La Cour de cassation ne constitue pas un troisième degré de juridiction car, contrairement aux Cours d'appel, elle ne s'intéresse qu'à la forme du jugement (d'où le terme « juges du fond » pour désigner les juges du premier et deuxième degré que l'on retrouve parfois dans les arrêts de cassation).
La Cour de cassation rend deux types d'arrêts : un arrêt confirmatif ou infirmatif. Si elle rend un arrêt confirmatif, elle confirme l'arrêt rendu par la Cour d'appel (ou par une autre juridiction si le jugement a été rendu en premier et dernier ressort). Le procès est théoriquement terminé, les voies de recours ayant alors été toutes épuisées. Toutefois, d'autres juridictions peuvent être saisies comme la Cour européenne des droits de l'homme, mais ces cas restent rares. Si elle rend un arrêt infirmatif, l'arrêt (ou le jugement) précédent est cassé et annulé. Il y a alors plusieurs possibilités :
- L'arrêt est cassé et renvoyé devant une juridiction de même degré que l'arrêt précédent mais dans une autre ville.
- L'arrêt est cassé et renvoyé devant la même juridiction que l'arrêt précédent mais différemment composée.
- L'arrêt est cassé sans renvoi.

Si l'affaire est renvoyée, la forme et le fond seront alors tous deux rejugés. Le nouvel arrêt rendu peut à nouveau donner pourvoi en cassation. Afin d'éviter des procédures à rallonge, la Cour de cassation finit par casser sans renvoi ou la juridiction de degré inférieur se plie à l'autorité de la Cour de cassation en rendant un arrêt allant dans son sens.
Contrairement aux cours d'appel, la Cour de cassation est unique et siège à Paris.